# Castello della Valle
Das Castello della Valle, auch Castello di Fiumefreddo, ist eine Burgruine aus dem 13. Jahrhundert in Fiumefreddo Bruzio in der italienischen Region Kalabrien. Seit 2005 zählt das Dorf zu den schönsten Orten Italiens.

## Geschichte

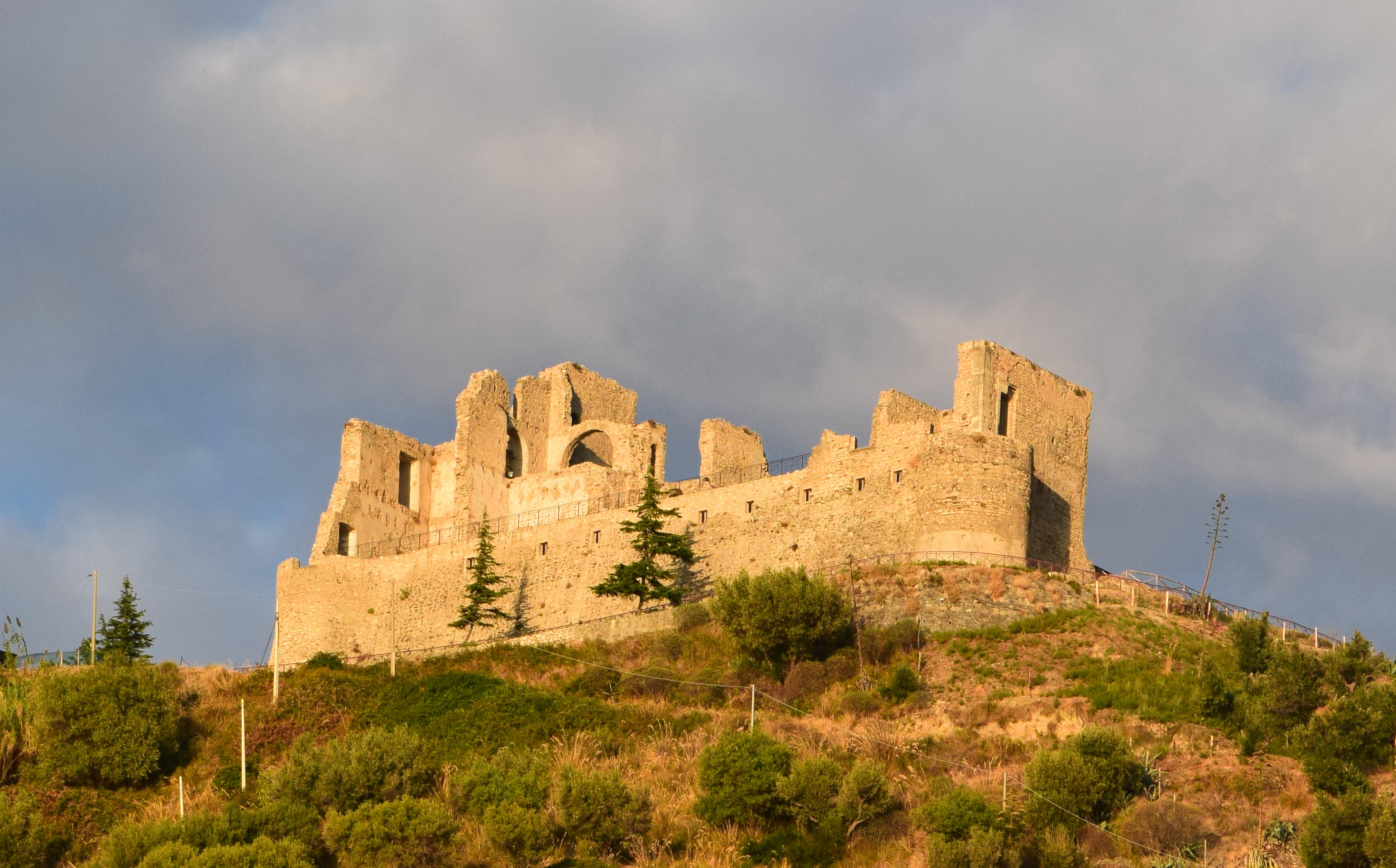
Gesamtansicht

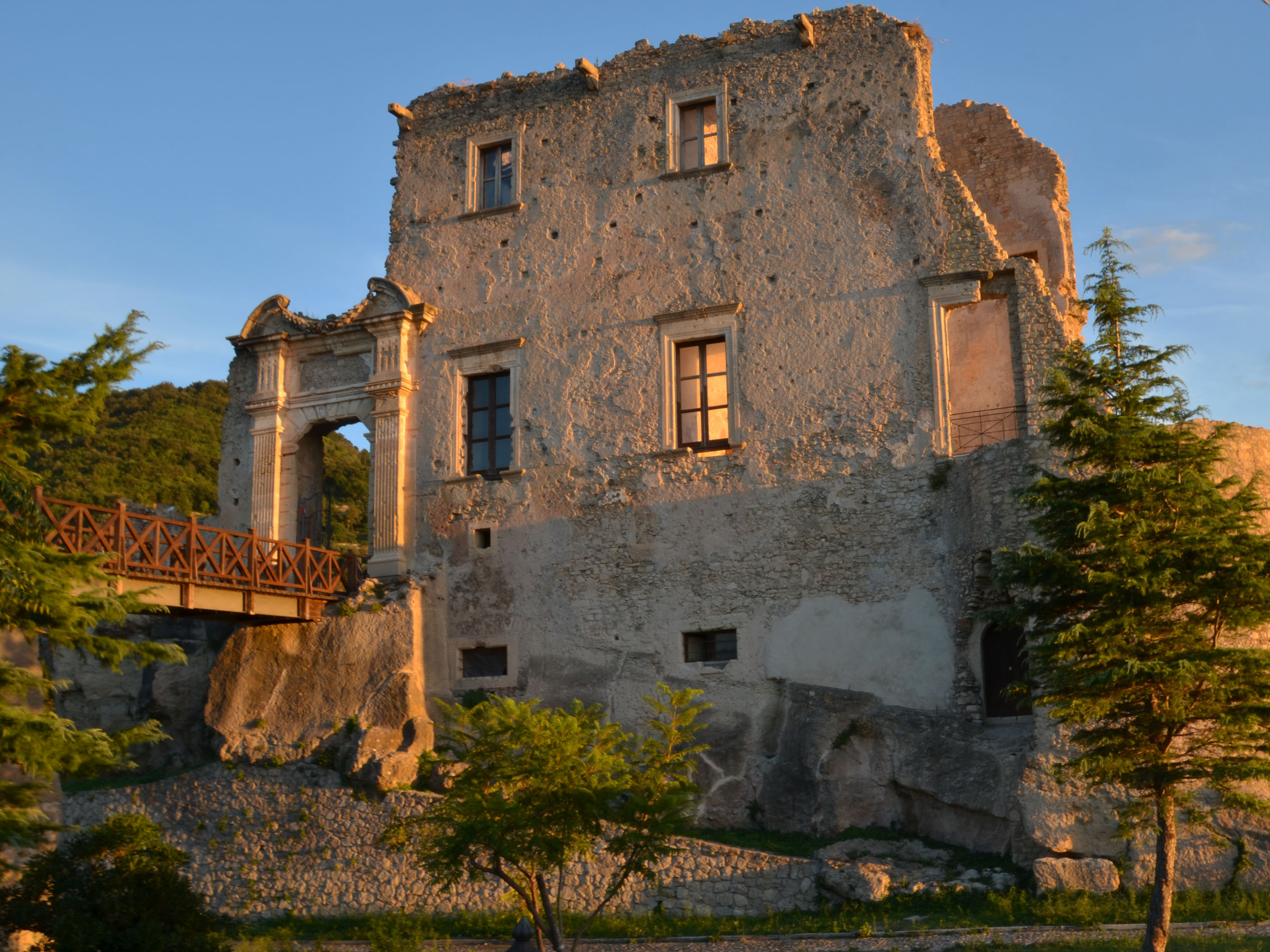
Vorderansicht

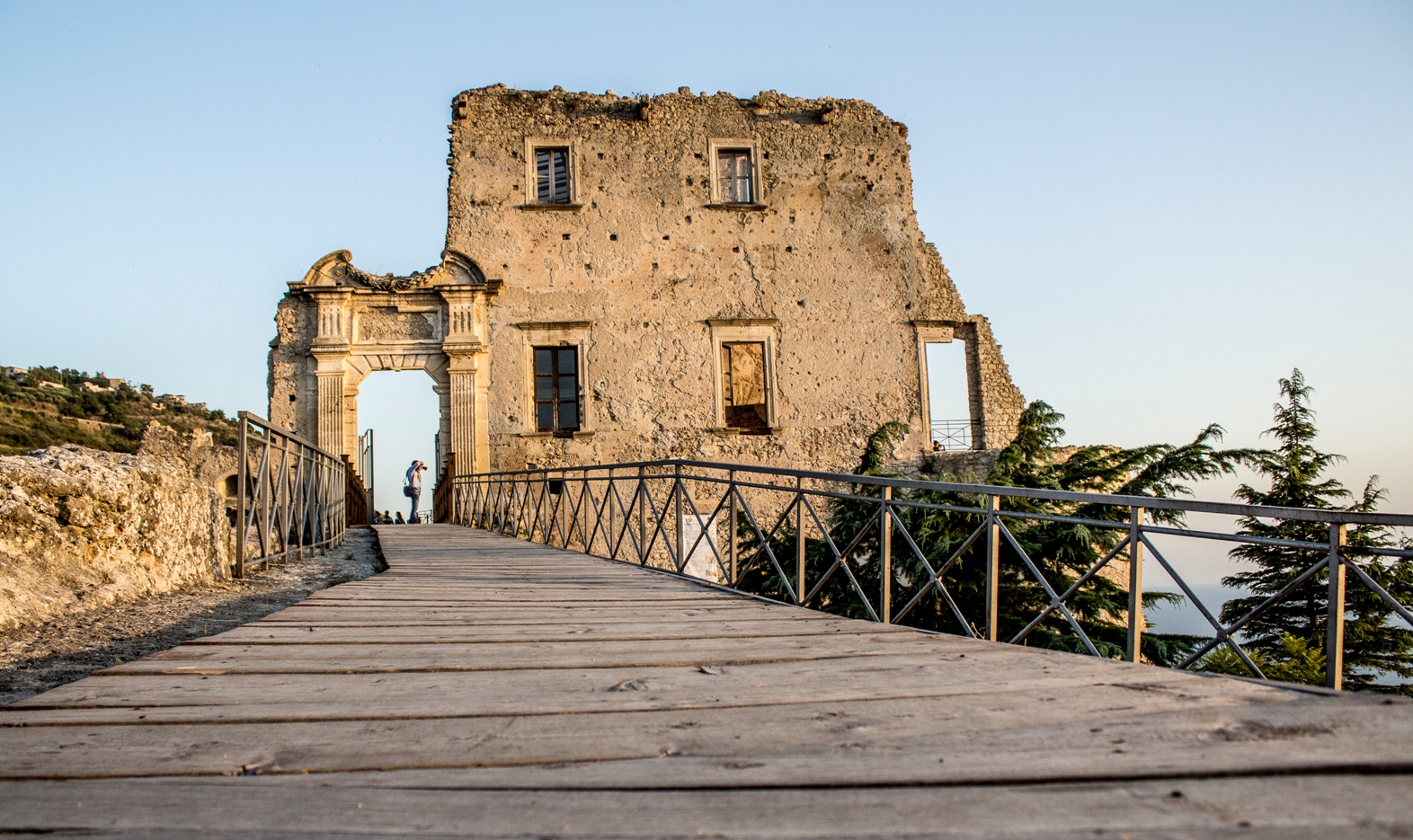
Der Zugang

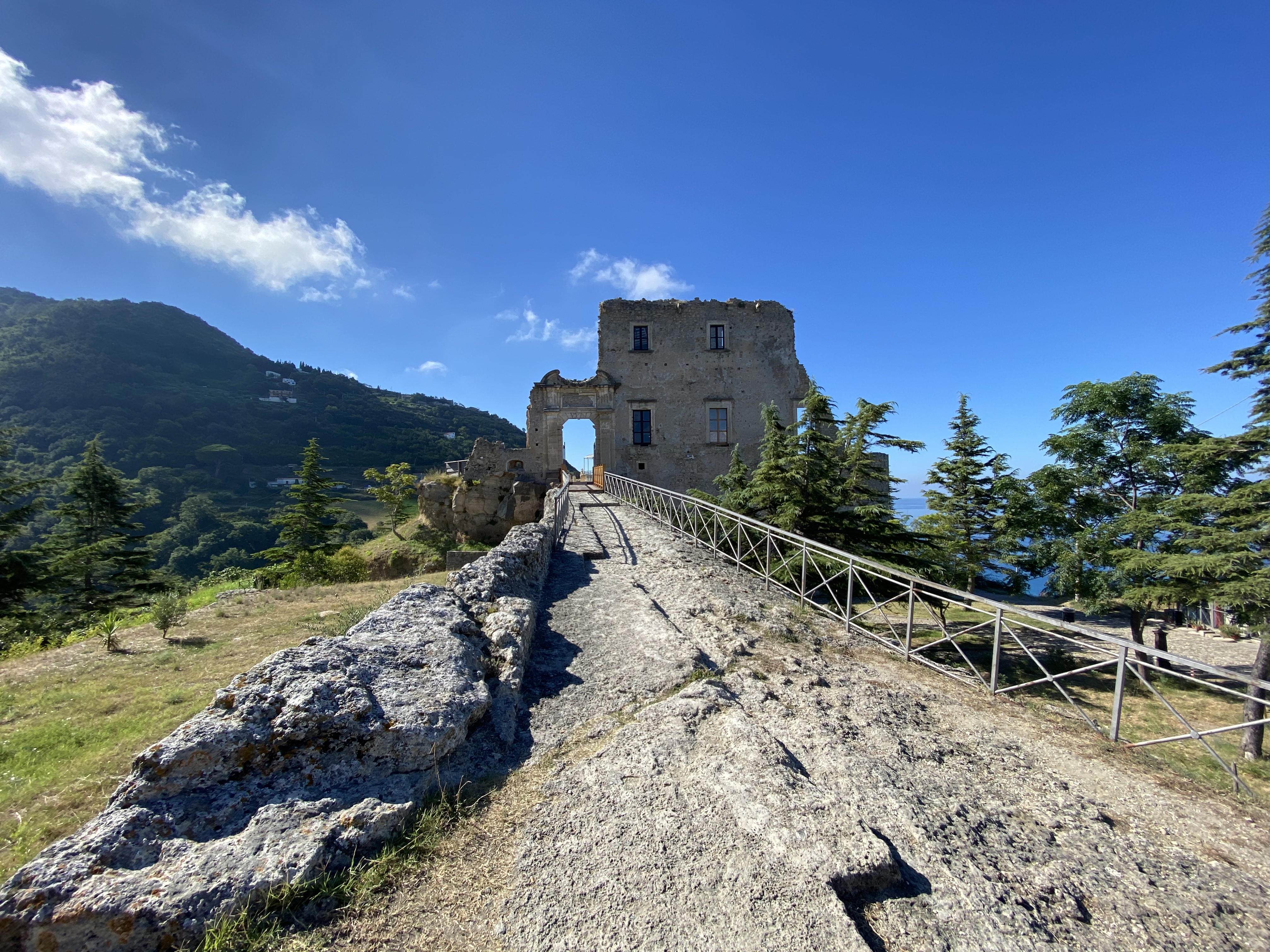
Hauptfassade des Castello della Valle (August 2020)

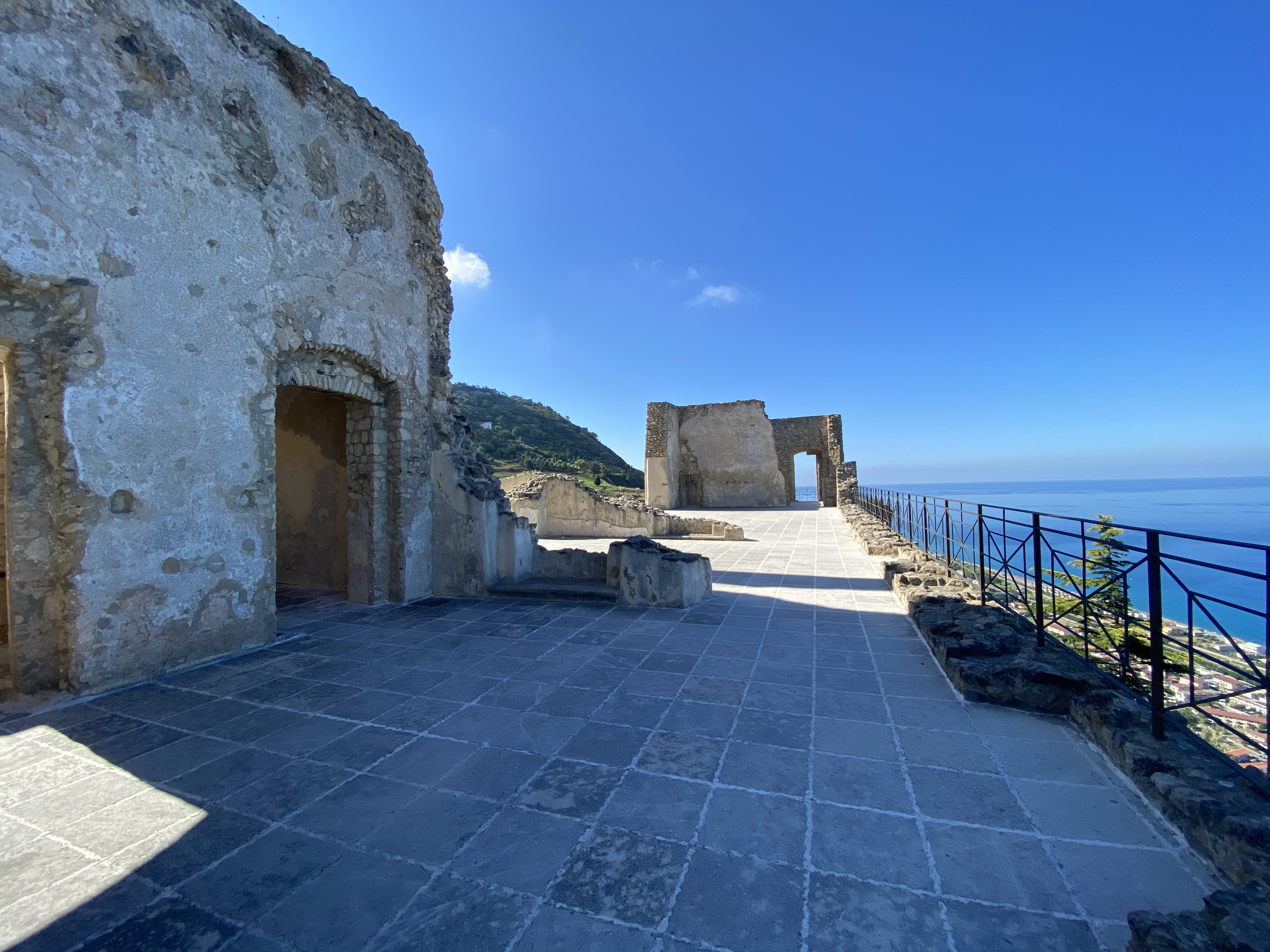
Inneres des Castello della Valle (August 2020)

Die Burg wurde im Jahre 1201 erbaut.
1531 wurde das Lehen von Fiumefreddo von Kaiser Karl V. an den Markgrafen Hernando de Alarcón übertragen. Dieser ließ die Burg nach dem damaligen Geschmack der Spätrenaissance für Wohnzwecke modernisieren. Aus dieser Zeit stammt das Eingangsportal im Stile Michelangelos.
In den Jahren 1806–1807 musste die Burg eine harte Belagerung durch napoleonischen Truppen über sich ergehen lassen, wie auch die Nachbardörfer Belmonte Calabro und Amantea. Bei dieser Gelegenheit wurde sie fast vollständig zerstört. Fiumefreddo, das vom Vizepräsident der Provinz Calabria Citra, Giovanni Battista de Micheli, verteidigt wurde, kapitulierte am 12. Februar 1807.
Am 26. November 2006 wurde die Burgruine per Gemeindebeschluss zum „Denkmal gegen alle Kriege“ erklärt. Trotz der Restaurierung sind die Kanoneneinschläge der französischen Truppen unter General Renyer noch gut zu sehen.

## Das Werk von Salvatore Fiume
Mitte der 1970er-Jahre wollte der Maler Salvatore Fiume das Dorf wieder zum Leben erwecken, indem er seine Werke über die Straßen und Denkmäler verbreitete: In der Burgruine bemalte er die Wände eines Saales, die damals freigelegt worden waren und heute restauriert und abgedeckt sind.
Genau 1975 nahm das Dorf am Fuße des Monte Cocuzzo den Vorschlag des Meisters Fiume begeistert an, kostenlos ihr historisches Zentrum mit einigen seiner Werke wiederzubeleben.
Ab diesem Jahr bemalte Fiume die Innenwände und einige Außenwände der Burgruine. 1977 versah er das Gewölbe der Rochuskapelle mit Fresken und in den 1990er-Jahren stellte er je eine Bronzeskulptur auf jedem der beiden Plätze mit Panoramasicht auf das Tyrrhenische Meer auf. 1996, ein Jahr vor seinem Tod, bemalte er erneut die Innenwände der Burgruine, nachdem die originalen Fresken durch Witterungseinflüsse zerstört worden waren.
Im Castello della Valle „ist La Stanza dei desideri (dt.: der Raum der Wünsche) definitiv sein Meisterwerk, die Ruinen der Mauern sind mit Malereien bedeckt, die den Sogno dell’artista su Fiumefreddo (dt.: den Traum des Künstlers von Fiumefreddo) illustrieren, und zwei Skulpturen, die dem Leben in der Vergangenheit gewidmet sind, scheinen die Magie dieser Malereien zu beobachten.“, schrieb der Journalist Sergio Zanardi vor einiger Zeit auf den Seiten des Mythos-Magazins.
Heute sind die beiden Skulpturen in den Ratssaal versetzt und die Fresken, die im Laufe der Zeit zu verblassen begannen, wurden einer gründlichen Restaurierung unterzogen.

## Bildergalerie
Die nachfolgenden Fotos wurden beim Fotowettbewerb Wiki Loves Monuments Italien 2013 eingereicht. (Fotos in zufälliger Reihenfolge):

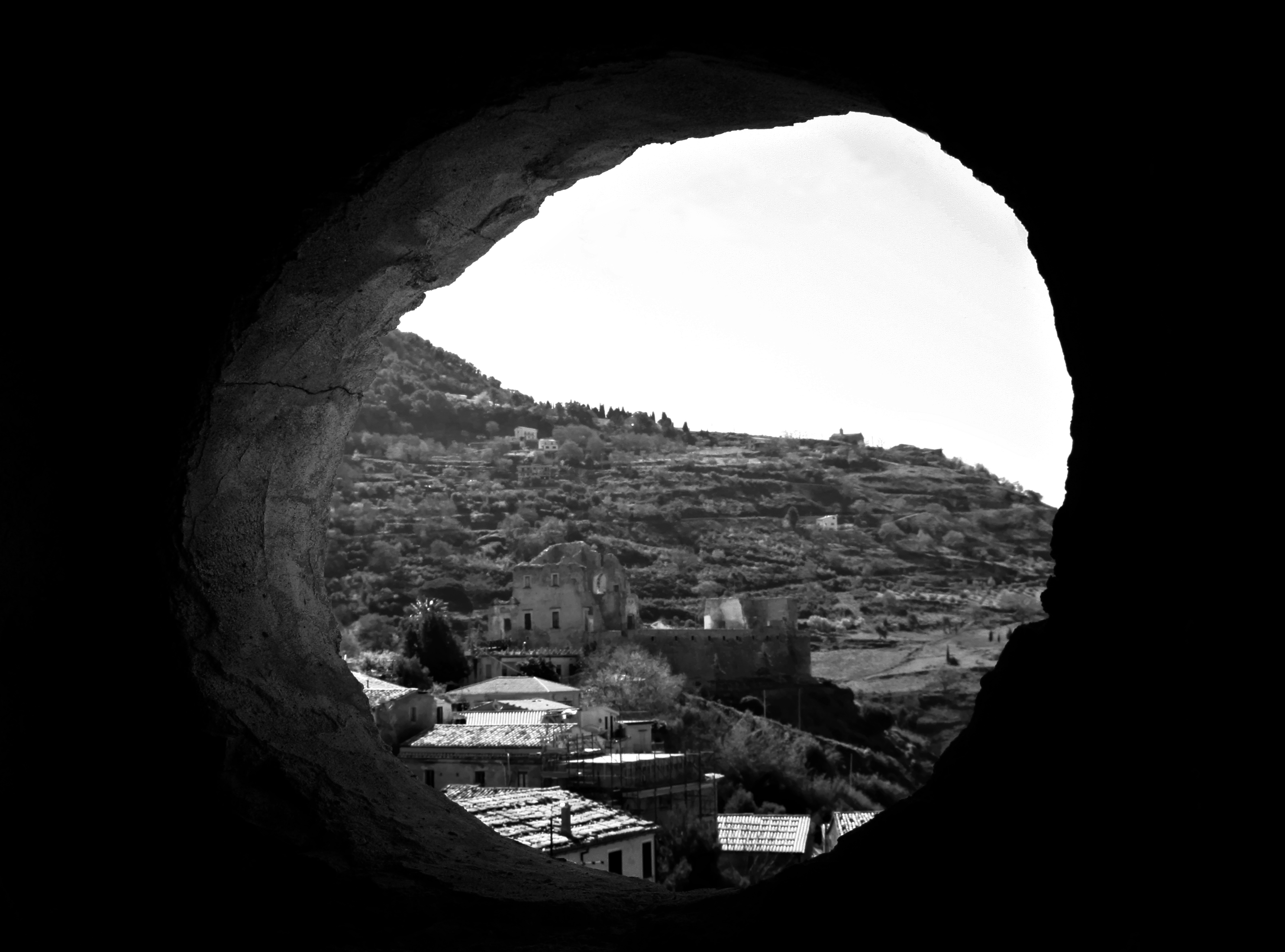
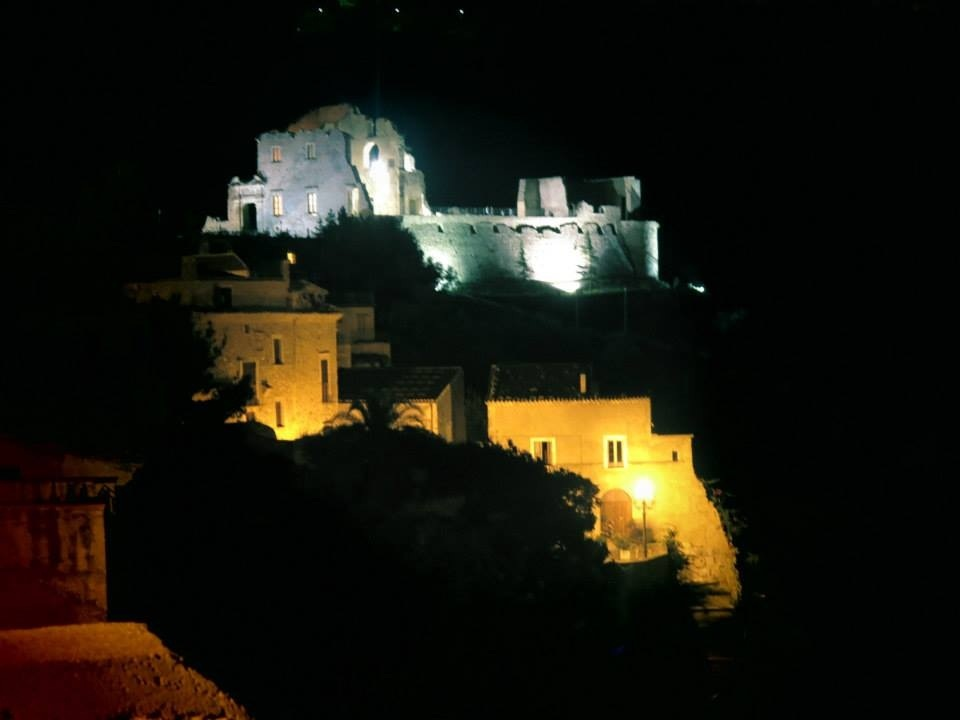
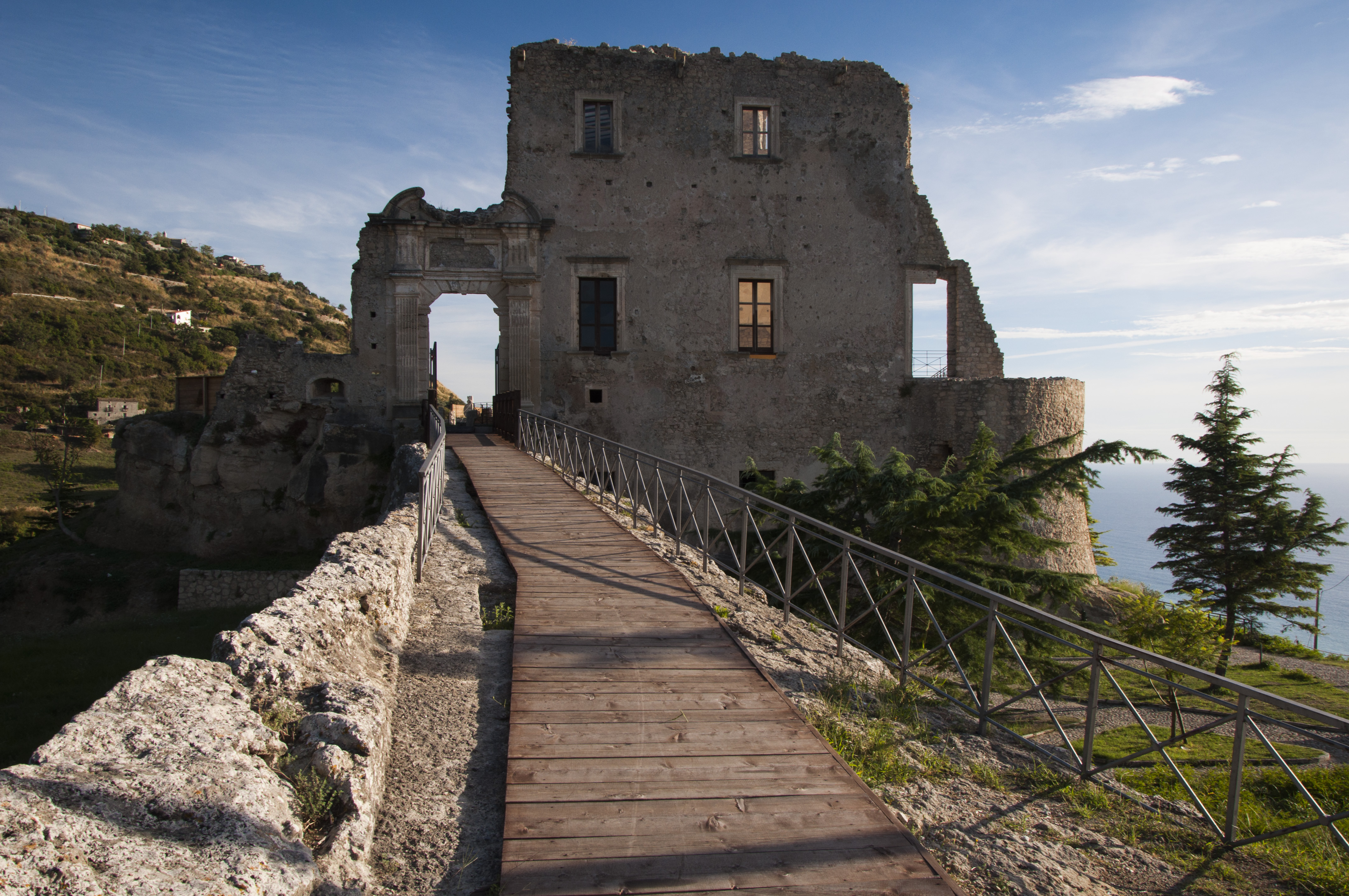
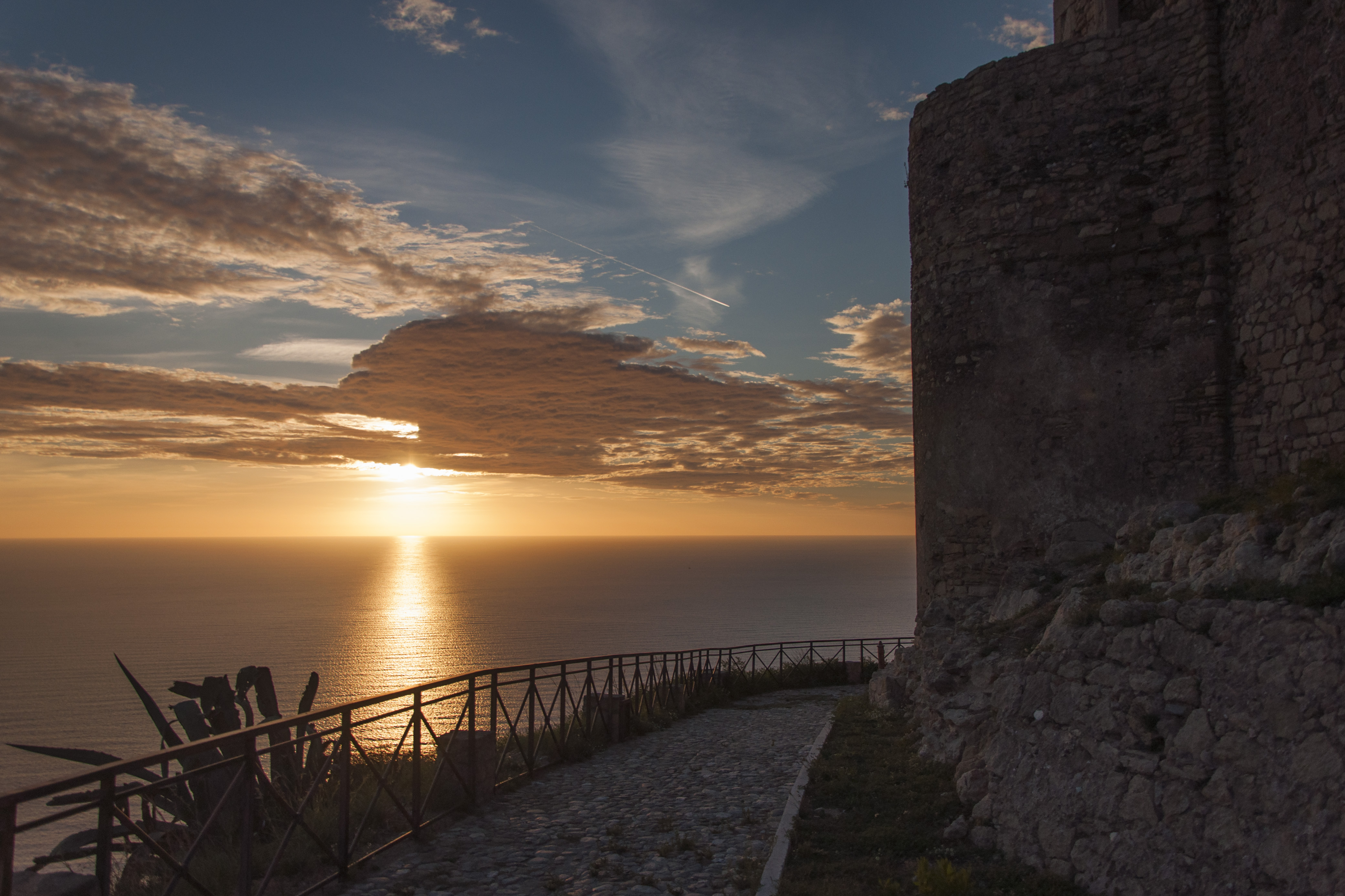
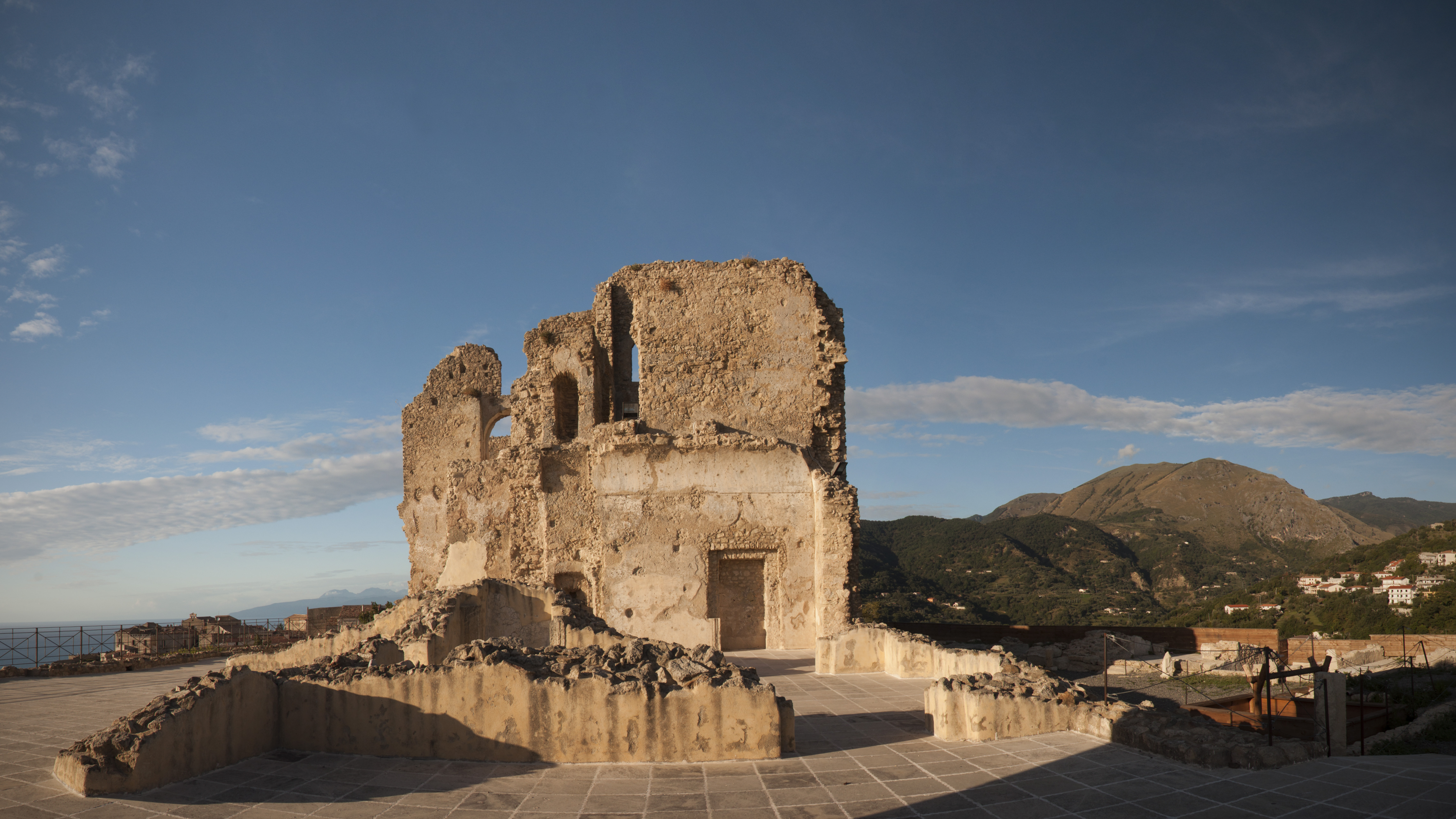
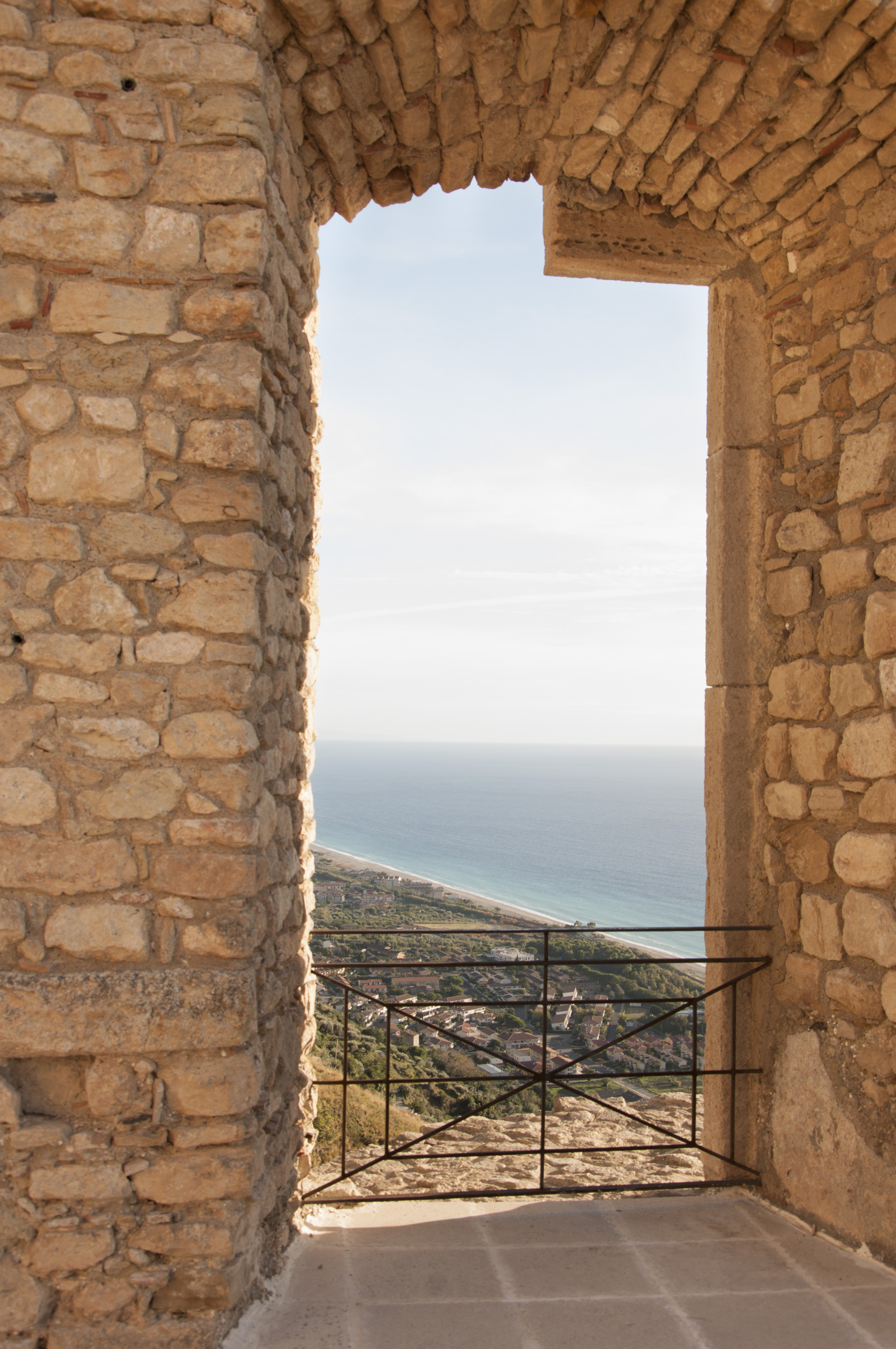
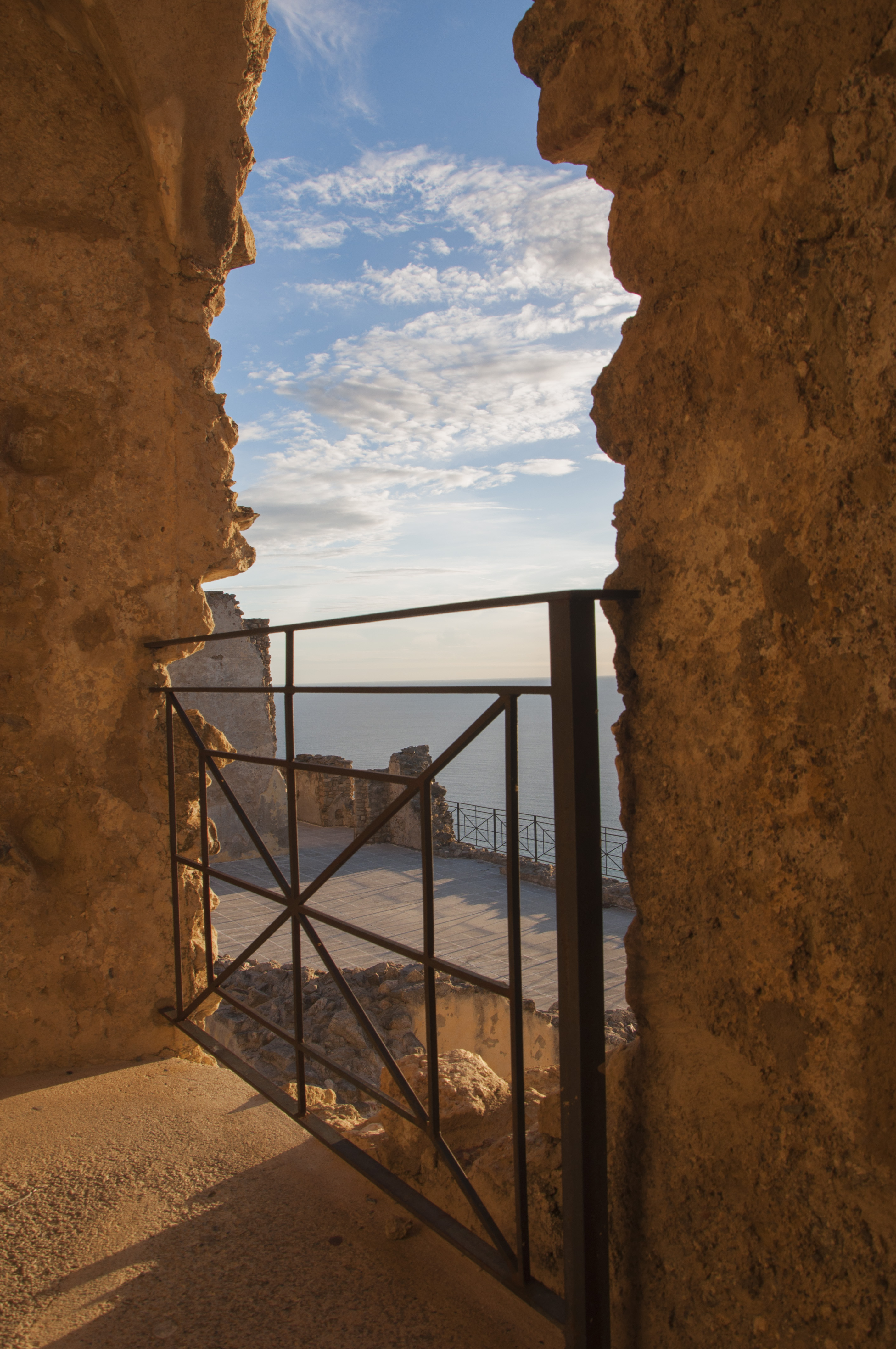
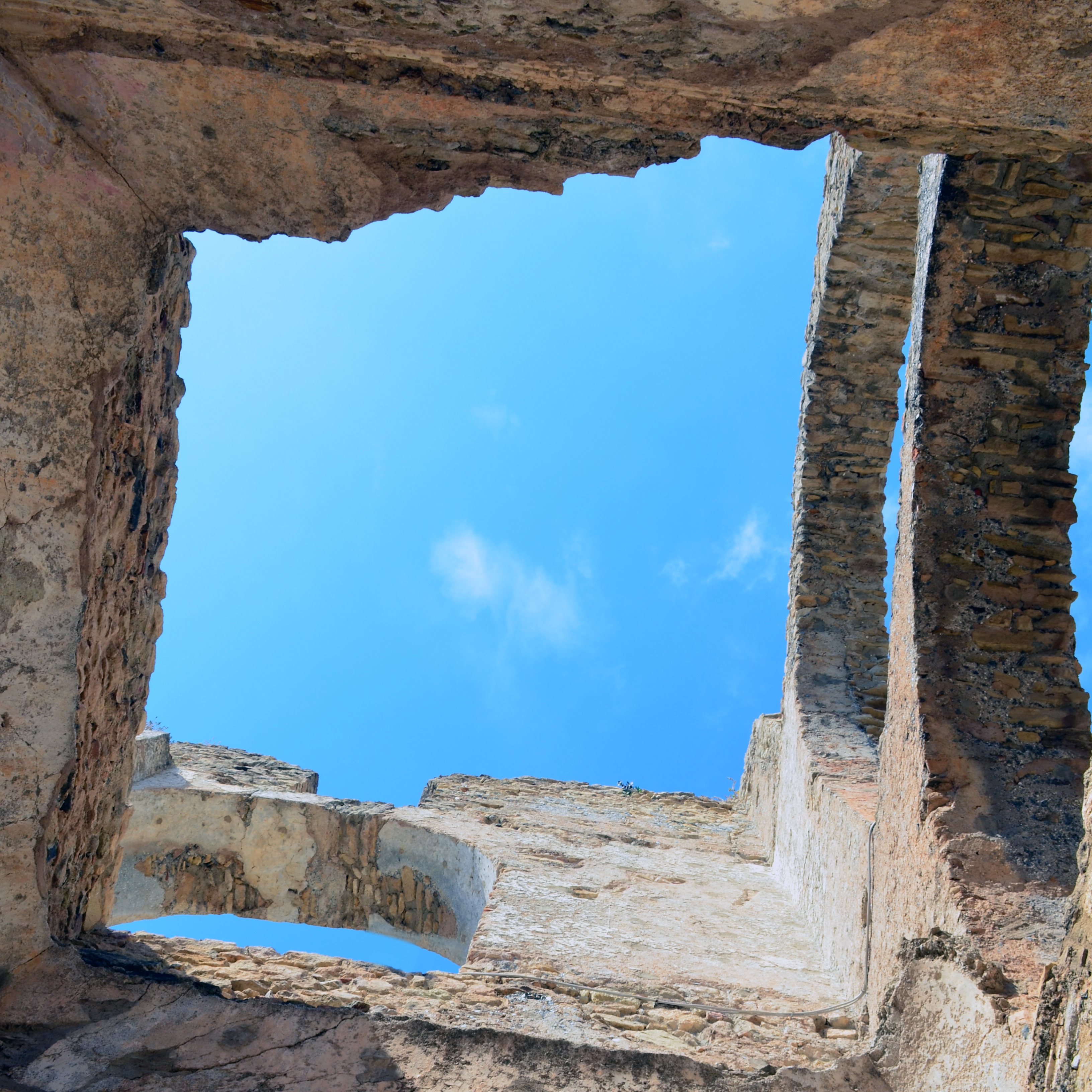
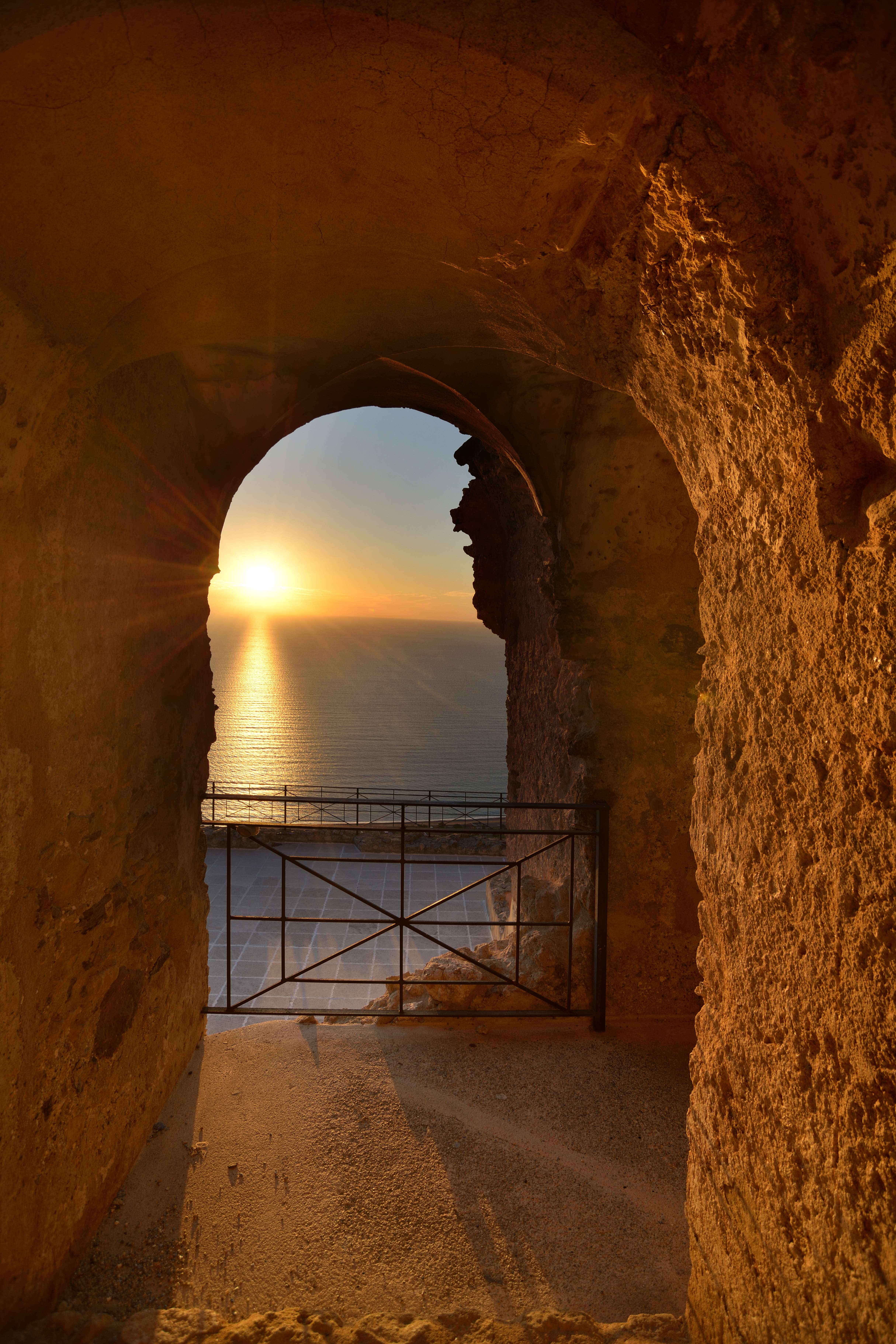
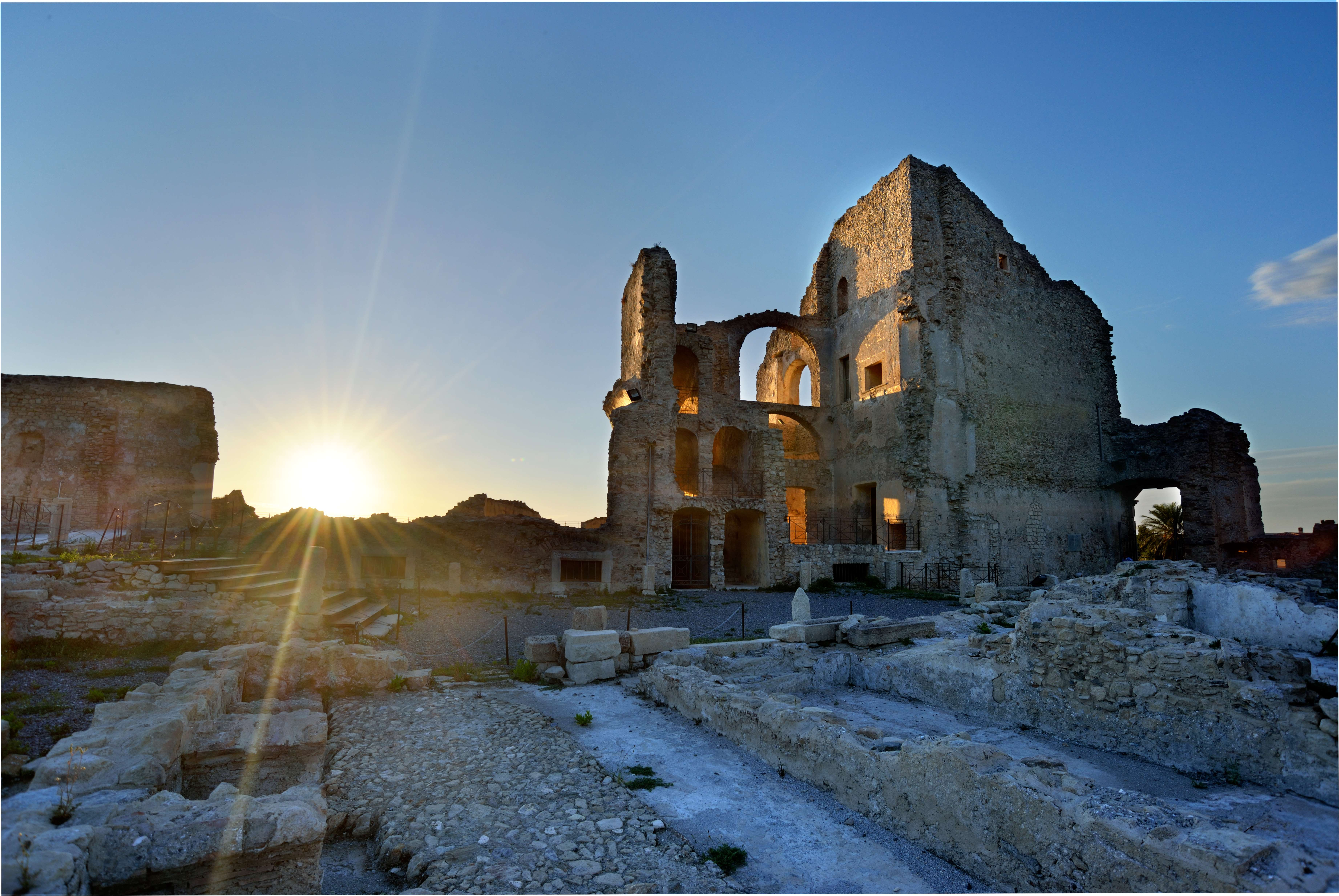
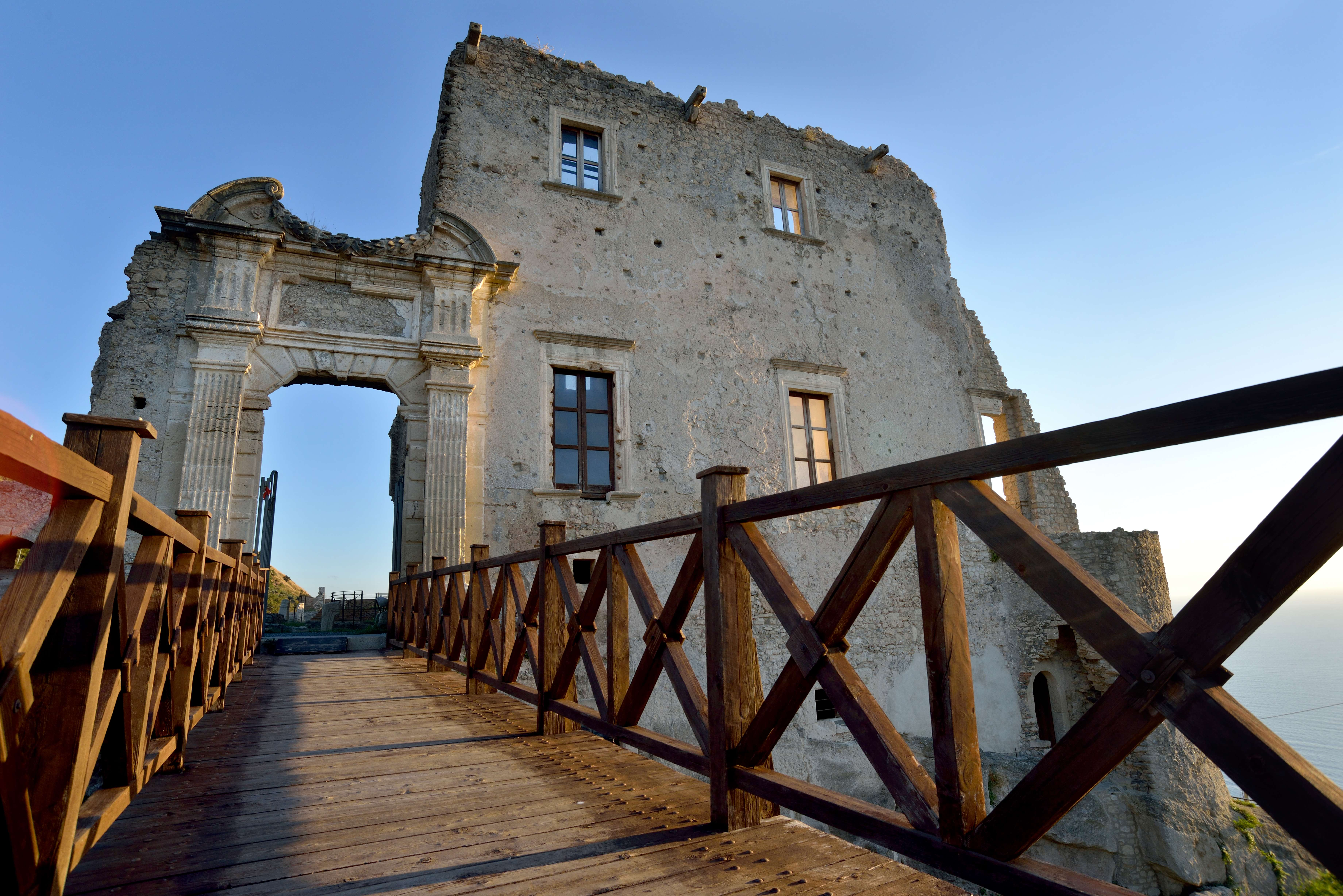
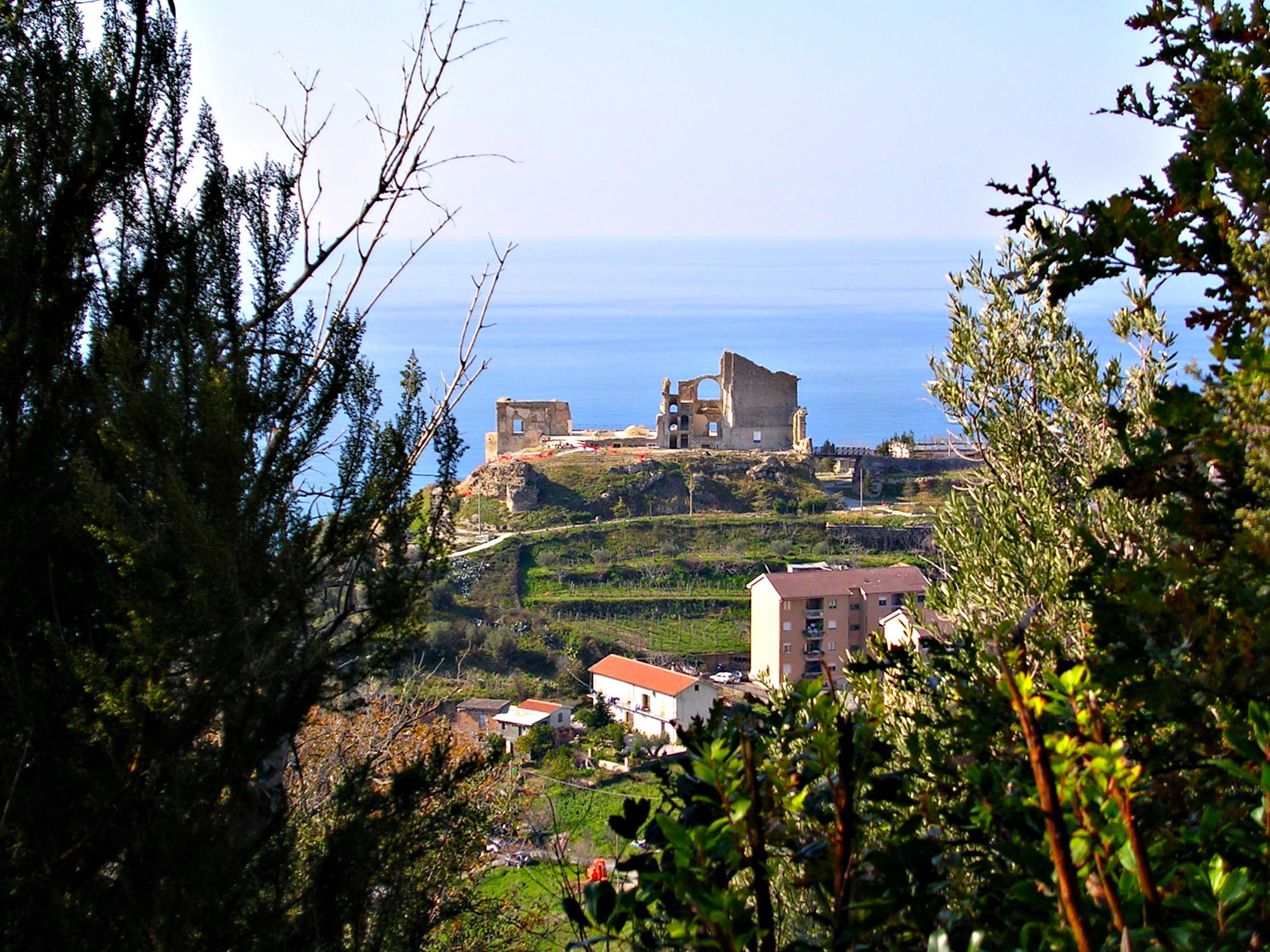
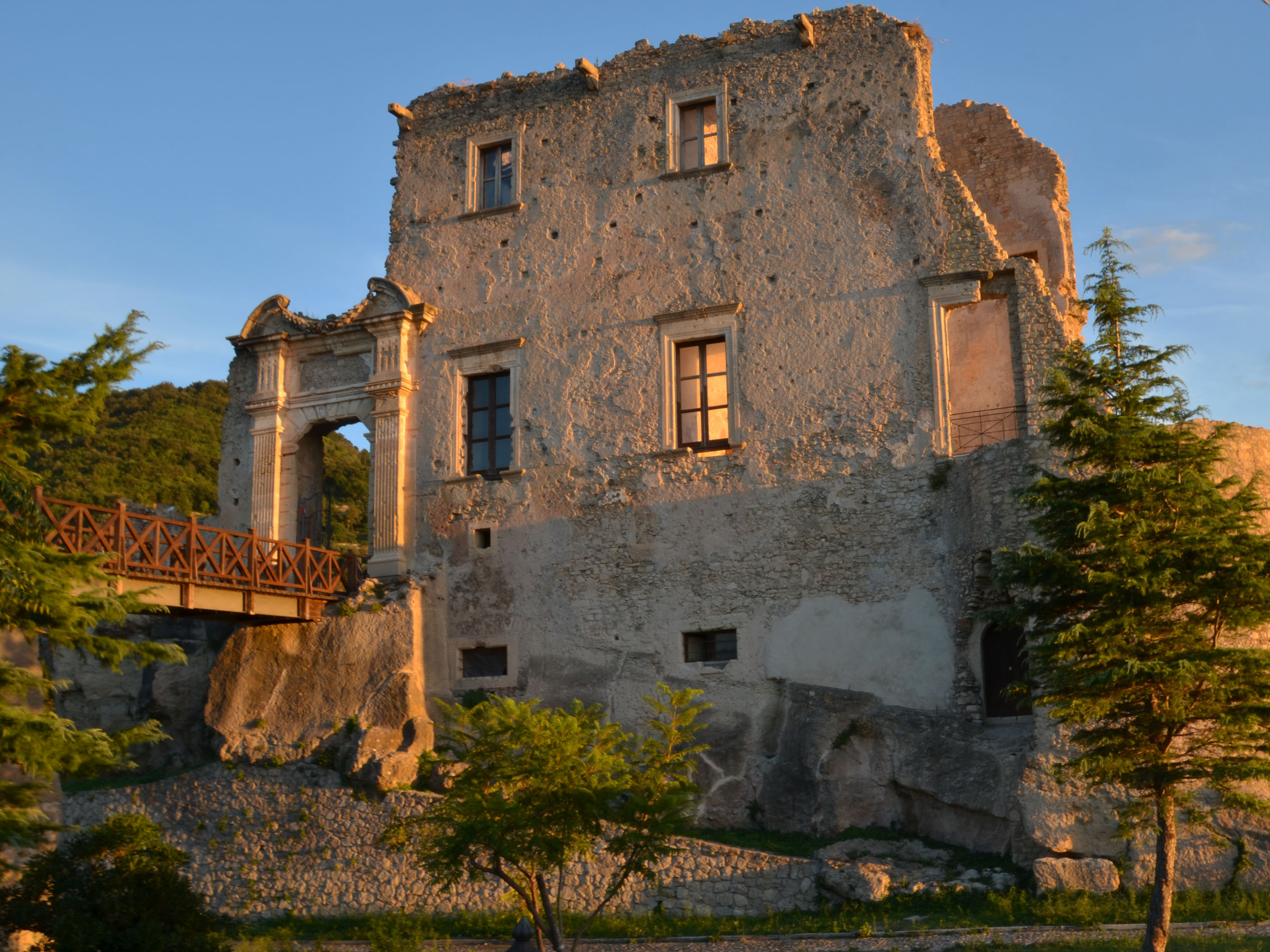